# Type 98 Ko-Hi
Il Type 98 Ko-Hi è stato un prototipo di veicolo semicingolato con funzione antiaerea prodotto e utilizzato dal Giappone durante la seconda guerra mondiale. Era armato con un cannone contraereo Type 1 da 20 mm ed era del tutto sprovvisto di corazzature; fu realizzato in numero esiguo e non si conoscono i dettagli del servizio bellico.

## Storia

### Sviluppo
Considerando gli sviluppi vertiginosi dell'aeronautica militare, l'esercito imperiale emise nel 1938 le direttive per la costruzione di una difesa antiaerea semovente preposta alla protezione di truppe e materiali dagli attacchi aerei a bassa quota. Il mezzo sperimentale progettato in tal senso fu il risultato dell'accoppiamento tra il Type 98, veicolo da trasporto e rifornimento, con un cannone contraerei Type 2 da 20 mm: il nuovo sistema d'arma ebbe la denominazione Ko-Hi.

### Produzione e impiego
Il veicolo entrò in servizio all'inizio del 1942 ed ebbe un impiego sporadico, ma sembra che non fu mai prodotto in grandi quantità.

## Caratteristiche
Il semicingolato selezionato era stato introdotto nel 1938; capace di trasportare 15 uomini, era stato pensato per trainare pezzo contraerei, come il Type 4 da 75 mm. Dai buoni parametri generali, poteva raggiungere i 50 km/h anche a pieno carico e in condizioni ideali, tanto che i giapponesi lo consideravano un veicolo da trasporto veloce. La cabina a due posti era coperta da un tettuccio in tela, era aperta sui lati e davanti trovava posto il comparto motore con un 8 cilindri a V alimentato a gasolio (altre fonti riportano invece che fosse un diesel). Il retro era stato riprogettato come un piano per installare il pezzo antiaereo.
L'armamento era un derivato del FlaK 38, cannone passato dai tedeschi ai giapponesi in funzione della loro alleanza. Designato dai militari nipponici come cannone automatico, pesava 55 kg, sparava proiettili da 20 mm con spoletta a tempo e aveva un rateo di 300 colpi a minuto; l'elevazione massima era di 95° e la depressione di -15°, mentre la portata utile raggiungeva i 3 500 metri circa, sebbene si potesse arrivare anche a oltre 5 400 metri con efficacia ridotta. Visto che era montato sul retro del Type 98, il Type 2 era brandeggiabile per 360 gradi e poteva così sparare a velivoli avversari indipendentemente dalla direzione presa dalla base semovente.